# Stagno di Mari Ermi
Lo stagno di Mari Ermi è una zona umida situata in prossimità della costa occidentale della Sardegna, all'altezza del golfo di Oristano e alle spalle della spiaggia omonima. Amministrativamente appartiene al comune di Cabras.